# 楊仁愿
楊仁愿（？—17世紀），本名楊學愿，字內美，江西吉安府泰和縣人，明朝、南明政治人物。

## 生平
楊仁愿是崇禎六年（1633年）江西鄉試舉人，次年（1634年）聯登進士，吏部觀政，次年授大理寺左評事，十四年考選福建道監察御史，巡视南城，特別上疏彈劾魏炤乘，有直言之聲。崇禎十五年（1642年），楊仁愿上疏請求放寬東廠條例，得崇禎帝嘉許，此後東廠只能緝拿謀反與亂倫者，其他案件交回相關部門處理；不久他外任兩淮巡鹽御史，在當地清查稅項、紓解民困。
弘光時，他改任雲南道御史。隆武帝即位後，起河南道御史，升任太僕寺卿，後來鎮守江西忠誠府（即贛州府）。南明滅亡數年後去世。

## 家族
曾祖楊紹祖；祖父楊寅秋，甲戌進士、按察使；父楊嘉湋，太學生。

## 引用
1. 1 2  光緒《泰和縣志·卷十二·選舉 甲科下》：崇禎六年癸酉鄉試 楊學愿 後更名仁愿
2. 1 2  錢海岳《南明史·卷四十四·列傳第二十》：楊仁愿，字內美，泰和人。崇禎七年進士。授大理評事，遷山東道御史巡城，特疏劾魏炤乘，著直聲。
3. ↑  《崇祯七年甲戌进士三代履历》：杨仁愿，曾祖绍祖；祖寅秋，甲戌進士、按察使；父加湋，太学生。亢石，礼记房，癸丑年十月十三日生，泰和人，癸酉三十九，会一百九十名，三甲一百五十二名，吏部政，乙亥授大理寺左评事，辛巳考选福建道御史，巡视南城，本年两淮巡盐。
4. ↑  錢海岳《南明史·卷四十四·列傳第二十》：十五年，請寬東廠，疏畧：「臣伏讀聖諭申飭交結內侍之律，因稽高皇帝時初無所謂緝事之令，臣工不法，止有明糾，無陰訐也。臣待罪南城，所見詞訟，多假番役，妄稱東廠，甚者誣人作奸，挾仇首攻。夫餌人以陷禍，擇人而肆喙，惟恐其不為惡，又惟恐其不即罹於法。揆之皇上泣罪解網之仁，豈不傷哉！伏乞皇上先寬東廠條例。夫東廠寬而刑罰可以漸省。抑臣又有請焉，外臣獲罪，但敕撫按檻車送詣闕下，未為不可。但緹騎一遣，有資者家產破散，無資者地方斂餽，為害滋甚。」上嘉納之。命東廠所緝，止謀逆亂倫，其作奸犯科，自有司存，不宜緝。并戒錦衣較尉之橫索者。出巡鹽兩淮，清稅甦困。弘光時，改雲南道。紹宗即位，起河南道，擢太僕卿。後守忠誠。國亡久之卒。